# 奧特拉德內
53°22′00″N 51°21′00″E / 53.3667°N 51.35°E
奧特拉德內（俄语：Отра́дный）是俄羅斯薩馬拉州的一個城市，位於薩馬拉以東91公里的大基涅利河畔。2002年人口50,048人。
1920年代建立，1947年改用現名，1956年設市。